# Товаришево
Товаришево (серб. Товаришево) — село в Сербії, належить до общини Бачка-Паланка Південно-Бацького округу в багатоетнічному, автономному краю Воєводина.

## Населення
Населення села становить 3181 особа (2002, перепис), з них:
- серби — 2583 — 83,26%;
- роми — 278 — 8,96%;
- югослави — 51 — 1,64%;

Решту жителів  — з десяток різних етносів, зокрема: словаки, румуни, німці і з десяток русинів-українців.